# 曝光量
在摄影技术中，曝光量（photometric exposure）的定义是：
{\displaystyle H=Et\,,}
其中{\displaystyle H}是曝光量，{\displaystyle E}是影像平面的照度，而{\displaystyle t}是曝光时间。
照度{\displaystyle E}由f值所控制，但也取决于环境亮度。